# Sistema eleitoral do Brasil
Sistema eleitoral do Brasil refere-se ao conjunto de meios utilizados para escolha de representantes e governantes integrantes do Estado brasileiro. O atual sistema é definido pela Constituição de 1988 e pelo Código Eleitoral (lei 4.737 de 1965), além de ser regulado pelo Tribunal Superior Eleitoral (TSE) no que lhe for delegado pela lei. Na própria Constituição já são definidos três sistemas eleitorais distintos, que são detalhados no Código Eleitoral: eleições proporcionais para a Câmara dos Deputados, espelhado nos legislativos das esferas estadual e municipal; eleições majoritárias em um turno com um ou dois eleitos para o Senado Federal; e eleições majoritárias em dois turnos para presidente e demais chefes do executivo nas outras esferas (salvo para prefeito em municípios com menos de 200.000 eleitores, onde a eleição ocorre em turno único).
A Constituição define ainda no artigo 14 que o "sufrágio universal e pelo voto direto e secreto, com valor igual para todos", princípio que pauta os três sistemas eleitorais presentes no país. Esse sistema serve de incentivo para outras formas eleitorais e se propaga em vários segmentos. Nas escolas, por exemplo, temos os grêmios estudantis que são criados por eleições diretas onde os alunos votam na chapa eleitoral que apresenta melhor proposta de gestão.
As chapas eleitorais são combinações realizadas entre candidatos de dois ou mais partidos que se afinam em suas ideias. É comum que as chapas contenham candidatos que comungam dos mesmos ideais, mas raras às vezes, chapas são compostas por inimigos políticos de longas datas, que deixam de lado seus ideais, para formar alianças na intenção de derrotar opositores.

## Sistema majoritário
O sistema eleitoral majoritário é usado, no Brasil, para eleger o chefe do executivo de todas as esferas (presidente, governador e prefeito), e também para as eleições ao Senado Federal. Nas eleições presidenciais o sistema empregado é de maioria absoluta, onde o eleito precisa obter mais de 50% dos votos válidos, desconsiderados os brancos e nulos, para ser eleito. Para garantir a obtenção dessa maioria num sistema pluripartidário, a eleição se realiza em dois turnos. O primeiro disputado pela totalidade dos candidatos, e o segundo disputado apenas pelos dois candidatos mais bem colocados no primeiro pleito. O segundo turno só se realiza caso nenhum candidato atinja a maioria absoluta no primeiro turno da eleição. Este sistema é utilizado também nas eleições para governador e prefeito das cidades com mais de 200.000 eleitores. Caso persista o empate, é levado em consideração a idade dos candidatos, e o mais velho é eleito.
O Senado Federal é renovado a cada quatro anos nas proporções de um terço numa eleição e dois terços na seguinte. Cada estado elege, por conseguinte, um ou dois senadores a cada quatro anos, ou seja, o cargo de senador tem duração de oito anos. Por este motivo, a eleição para o Senado se dá de forma majoritária em turno único dentro de cada estado, para escolher os senadores que representarão aquele estado. Quando apenas um candidato deve ser escolhido, usa-se a maioria relativa dos votos com eleições separadas para cada estado. Neste sistema, conhecido no mundo anglófono como First Past The Post em uma analogia às corridas de cavalo, cada eleitor vota em apenas um candidato e vence a eleição aquele que obtiver o maior número de votos, sem necessidade de segundo turno caso não obtenha maioria absoluta. Este sistema é também usado para eleger prefeitos das cidades com até 200 000 eleitores.
Nas eleições ao Senado onde dois senadores serão eleitos para cada estado, utiliza-se o sistema de escrutínio majoritário plurinominal. Assim, os eleitores votam nos dois nomes de sua preferência e os dois candidatos com maior votação são eleitos. Não há peso ou precedência na ordem dada aos votos, por isso ao se escolher dois candidatos A e B não há diferença entre votar primeiro A e depois B ou primeiro B e depois A.

## Sistema proporcional
Nas eleições para a Câmara dos Deputados e para os órgãos legislativos estaduais e municipais, a Constituição Federal preconiza o uso de um sistema proporcional. Além disso, na esfera federal, a eleição deve ser realizada, de forma separada, em cada um dos estados e territórios. Candidatos à Câmara só poderão ser votados no estado em que se lançam candidatos, e concorrerão apenas às cadeiras reservadas àquele estado. Além dessas restrições, a Constituição impõe ainda os limites mínimo de 8 e máximo de 70 deputados para cada estado, definidos de forma proporcional à população de cada um.
O Código Eleitoral brasileiro determina que o sistema proporcional utilizado é um sistema de lista aberta, onde os votos são nominais aos candidatos e as listas partidárias são compostas pelos membros mais votados de cada partido. Nesse tipo de sistema, cada partido obtém um número de vagas proporcional à soma dos votos de todos os seus candidatos, e estas vagas são distribuídas, pela ordem, aos candidatos mais votados daquele partido. Em 2017, a Constituição Federal sofreu alteração no que tange à autonomia partidária, proveniente da Emenda Constitucional n. 97/2017, na qual passou a vedar a formação de coligação entre partidos para eleições proporcionais, assegurada tão somente no âmbito das eleições majoritárias, consoante previsto na nova redação do Art. 17, §1º da Constituição Federal.
As consequências do sistema proporcional sobre a "realidade" dos votos se comparado à conta em método majoritário são efeitos residuais e pouco relevantes, quando analisadas as eleições proporcionais brasileiras de 2008 a 2014.

### Cálculo do número de vagas
O grande problema das eleições proporcionais é o cálculo exato das proporções devidas a cada partido. Como o número de votos quase nunca é um múltiplo exato da proporção entre cadeiras e eleitores, um sistema de arredondamento e redistribuição das vagas não preenchidas precisa ser utilizado. No Brasil utiliza-se um método conhecido como quociente eleitoral para o cálculo das proporções e outro conhecido como distribuição das sobras para ocupar as cadeiras não preenchidas pelo quociente eleitoral. Este sistema é a grosso modo equivalente ao método D'Hondt utilizado em Portugal e diversos países europeus, mas se utiliza uma metodologia diferente para efetuar os cálculos.
O quociente eleitoral é definido como o total de votos válidos dividido pelo número de vagas (este valor é equivalente ao quociente Hare). Cada partido então tem os votos divididos por este quociente e obtém-se assim o quociente partidário. A parte inteira desse quociente corresponde ao número de vagas reservadas àquele partido. As vagas restantes são divididas usando-se o método de distribuição das sobras entre os partidos que houverem atingido o quociente eleitoral. Esta forma de cálculo é equivalente ao método D'Hondt com um cláusula de barreira no valor do quociente eleitoral.

### Críticas
Entre os fatores mais criticados no sistema eleitoral proporcional brasileiro está o limite mínimo e máximo para cada estado entre os deputados federais (8 e 70, respectivamente). Que poderia impedir uma proporcionalidade dos votos mais igualitária, já que este valora o voto nos estados com menor população, em detrimento dos estados mais populosos. Na eleição de 1998, por exemplo, foram necessários mais de 333.000 votos para eleger um deputado por São Paulo[carece de fontes?].
Já em Roraima, a eleição era possível com apenas 17.000 votos. Haveria, dessa forma, uma violação do princípio um homem um voto, ou ainda uma contradição nos termos da Constituição de um voto com "valor igual para todos".[carece de fontes?] Esta crítica entretanto não se aplica diretamente ao sistema proporcional, mas sim aos limites específicos impostos pela Constituição no número de representantes de cada estado.
O problema da violação do princípio de um homem um voto poderia ser facilmente restaurado se o voto de cada congressista fosse corrigido por fator de correção chamado peso eleitoral calculado em função do número de votos necessários para eleger um deputado no respectivo estado dividido pelo total de eleitores do país. Desta forma cada eleitor teria seu voto representado no congresso, restaurando o princípio do um homem um voto.[carece de fontes?]
Outra crítica ao sistema proporcional de lista aberta adotado no Brasil aponta a possibilidade de eleger representantes que obtiveram votação inferior a outros que não se elegeram, podendo até eleger candidatos que não obtiveram votos. Um exemplo disso ocorreu na eleição de 2002, quando o candidato Enéas Carneiro, do PRONA, obteve seis cadeiras para o partido somente com os próprios votos. Os eleitos foram Enéas, com 1.573.112 votos; Amauri Robledo Gasques, com 18.417 votos; Professor Irapuan Teixeira, com 673 votos; Elimar Damasceno, com 484 votos; Ildeu Araújo, com 382 votos e Vanderlei Assis, com 275 votos. Entretanto, estudos feitos pelo Departamento de Ciência Política e da Universidade de Harvard do MIT levou cientistas políticos a concluírem que "Em alguns aspectos, o sistema eleitoral brasileiro é melhor do que os sistemas dos EUA e da Europa Ocidental devido à presença da votação eletrônica, o uso de funcionários não eleito para executar eleições, e outros fatores"